# Hemidothis miconiae
Hemidothis miconiae är en svampart som beskrevs av Syd. & P. Syd. 1916. Hemidothis miconiae ingår i släktet Hemidothis, divisionen sporsäcksvampar och riket svampar.   Inga underarter finns listade i Catalogue of Life.